# Ballstädt
Ballstädt este o comună din landul Turingia, Germania.